# Sylvie Guillem
Sylvie Guillem (París, Francia, 23 de febrero de 1965) es una célebre bailarina francesa. Primera bailarina en el Ballet de la Ópera de París entre 1984-89 y del Royal Ballet de Londres (1989-2003).

## Biografía
Originalmente entrenaba como gimnasta, ingresó a la Escuela de ballet de la Ópera de París a los 11 años, a los 16 ya forma parte del cuerpo de ballet. 
A los 19 Rudolf Nuréyev la hace "etoile" (estrella) en El lago de los cisnes.
Famosa como Giselle, Odile/Odette en El lago de los cisnes coreografiado por Rudolf Nuréyev, Raymonda, Julieta, La Bayadera, Aurora y como Kitri en el ballet Don Quijote.
Fue estrella en el Royal Ballet de Londres entre 1989 y 2003. 
Es una importante exponente de la danza contemporánea habiendo trabajado con Maurice Béjart y Mats Ek que creó para ella Wet woman (1993) y Smoke (1995).
Actualmente se dedica sólo a la danza contemporánea, trabaja con el coreógrafo Akram Khan y Russell Maliphant.

## Premios y honores
- 1983 : Medalla de oro del concurso de Varna
- 1984 : Prix du Cercle Carpeaux (Paris)
- 1988 : Prix Andersen (Copenhague), Grand Prix National de Danse (Paris), Commandeur des Arts et Lettres (Paris)
- 1989 : Grand Prix Pavlova
- 1993 : Médaille de Vermeil de la Ville de Paris
- 1994 : Chevalier de la Légion d'honneur
- 1999 : Chevalier de l'Ordre national du Mérite
- 2000 : Gente Dame d'Honneur des Hospitaliers de Pomerol
- 2003 : Honorary Commander of the Most Excellent Order of the British Empire
- 2009 : Officier de la Légion d'honneur.[5]
- 2012 : León de Oro de la Bienal de Venecia.[6]

## Filmografía
- Sylvie Guillem au travail, André S. Labarthe, 1988
- Guillem, Françoise Ha Van Kern, 2000
- Marguerite et Armand, Françoise Ha Van Kern, 2003